# Charles Thomson

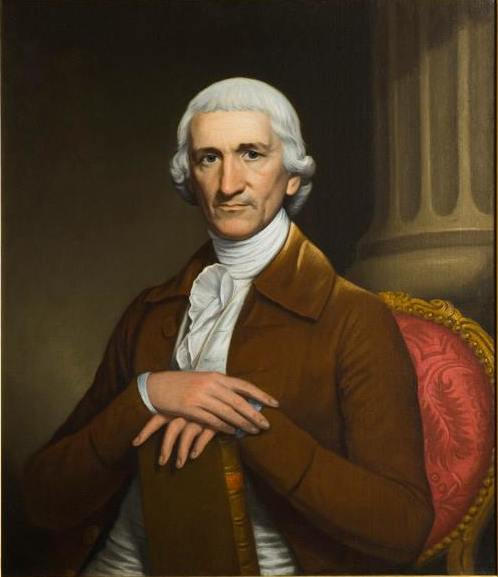
Charles Thomson

Charles Thomson (29 de novembro de 1729 – 16 de agosto de 1824) foi um líder patriota, nascido na Irlanda, na Filadélfia durante a Revolução Americana e secretário do Congresso Continental (1774–1789) ao longo de sua existência. Como secretário, Thomson, um dos fundadores dos Estados Unidos, preparou os Diários do Congresso Continental, e os nomes dele e de John Hancock foram os únicos a aparecer na primeira impressão da Declaração de Independência dos Estados Unidos.
Thomson também é conhecido por co-projetar o Grande Selo dos Estados Unidos e adicionar seus lemas latinos Annuit cœptis e Novus ordo seclorum.